# Johann Georg Liebknecht
Pour les articles homonymes, voir Liebknecht.
Johann Georg Liebknecht, né le 23 avril 1679 à Wasungen, dans le duché de Saxe-Gotha et mort le 17 septembre 1749 à Gießen, est un théologien et scientifique allemand. Il était professeur de mathématiques et de théologie à la Ludoviciana.

## Biographie
Fils de Michael Liebknecht, maître d'école et sa femme Margarethe Turckin, il fait ses études au lycée de Schleusingen et à Iéna.
Liebknecht se voit offrir un poste, sur la recommandation de Gottfried Wilhelm Leibniz, à la petite université d'État de Giessen ; il est polyvalent et peut enseigner plusieurs matières : il est à la fois un théologien évangélique respecté, et un mathématicien de premier plan. Il se consacre notamment à l'application des mathématiques dans l'armée (artillerie, forteresses), la géologie (gisements, minéraux), l'archéologie (fouilles de tumulus près de Giessen), les fossiles et l'astronomie. Comme d'autres théologiens protestants, il évite, même 200 ans après Copernic, de soutenir la vision héliocentrique du monde. Il est en contact avec des scientifiques de renom tels Gottfried Wilhelm Leibniz. De 1707 à 1737, il est professeur de mathématiques à Giessen et de 1721 jusqu'à sa mort également professeur de théologie.
À partir de 1715, il est membre de la Leopoldina (Deutsche Akademie der Naturforscher Leopoldina) et à partir de 1716, membre de la Société royale prussienne des sciences. En 1728, il est élu à la Royal Society.

## Sidus Ludoviciana
Liebknecht est un astronome passionné. Il fait quelques-unes des rares observations d'aurores boréales au cours de la période 1711-1721. Le 2 décembre 1722, il observe une étoile de faible luminosité au télescope et croit observer un mouvement relatif (mouvement propre) par rapport aux étoiles voisines de la Grande Ourse, Mizar et Alcor. Il baptise la supposée nouvelle planète Sidus Ludoviciana. Liebknecht ignore cependant que cette étoile a déjà été observée dans la même position en 1616 par Benedetto Castelli et n'est pas une planète.

## Famille
Il s'est marié deux fois : avec Catharine Elisabeth, fille de Nikolaus Caspar Elwerten, médecin de Bensheim, puis avec Regina Sophie, fille de Johann Just Hoffmann, médecin, d'Isenburg. Il a eu 21 enfants de ses deux mariages.